# Rocío Vidal
Rocío Vidal   (Barcelona, 1989) és una dibuixant de còmic i il·lustradora catalana, organitzadora de les jornades KBOOM! de còmic independent i excol·laboradora de la revista satírica El Jueves. És coneguda per la seva obra en solitari Machistadas.

## Trajectòria
Rocío Vidal és va llicenciar en Belles Arts a la Universitat de Barcelona. Des d'una edat molt primerenca va començar a interessar-se pel còmic i a l'edat de 14 anys va començar a publicar fanzins i obres autoeditades.
Va formar part del consell de redacció de l'antologia de còmic independent Sextories i va ser col·laboradora d'El Jueves fins al seu acomiadament el 2023. El febrer de 2019 va publicar amb l'editorial Plan B l'obra Machistadas, una novel·la gràfica que denuncia les situacions de masclisme i micromasclismes a què fan front homes i dones a la societat contemporània.

## Obra publicada
- El cuaderno de Tesla (con Evandro Rubert, 2009 a 2011)
- Doctor Wargh! (antologia, 2012)
- Sextories Fanzine #1-3 (antologia, 2012-?)
- Pandora's Box #13 (antologia, 2013)
- Colección Vendimia #5 (2015)
- Con los Ojos de un Niño (antologia, 2016)
- Promiscua (2017)
- El Jueves #2145 (antologia, 2018)
- Sextories - Historias con chicha #1-3 (antologia, 2018-2019)
- Machistadas (2019)[5][6]
- El Jueves #2231 (antologia, 2020)